# Tooro (peuple)
Cet article possède des paronymes, voir Toro et Tooro.
Les Tooro (/ˈtɔːroʊ/, Abatooro, IPA : [aβatóːɾo]), également connus sous le nom de Batooro ou de peuple Toro, sont un groupe ethnique bantou, natif du Royaume de Tooro, une monarchie constitutionnelle subnationale en Ouganda,,,.

## Religion
Selon le recensement de 2002 en Ouganda, 48,8 % des Batoro sont catholiques romains, 30,8 % sont anglicans (Église d'Ouganda), 7,3 % suivent d'autres religions, 5,4 % sont musulmans et 5,2 % sont pentecôtistes,,.

## Population
En décembre 2014, les districts administratifs suivants constituent le Royaume de Tooro :
- District de Kabarole
- District de Kamwenge
- District de Kyegegwa
- District de Kyenjojo

Ces quatre districts avaient une population totale combinée d'environ 1 million de personnes, selon le recensement national de la population de 2002.

## Clans
Les Tooro sont divisés en clans individuels, et la plupart des clans Tooro ont un totem qui les représente spirituellement.

## Culture
Comme la ville touristique de Fort Portal est le siège du Royaume de Tooro, la région possède deux éléments inscrits, l'Empaako et les traditions orales de Koogere, sur la liste du patrimoine culturel immatériel nécessitant une sauvegarde urgente de l'UNESCO. La danse culturelle des Tooro s'appelle le Kinyege. Une autre danse importante est l'Orunyege-Ntogoro, une danse de cour. Les Batoro sont un peuple particulièrement beau et ils chérissent leur patrimoine culturel,,,,,,.

## Personnalités marquantes
Voici quelques-unes des personnalités marquantes des Batooro :
- Elizabeth Bagaya - Avocate, politicienne, diplomate, mannequin et actrice. Elle fut la première femme est-africaine admise au Barreau anglais. Elle est la tante paternelle de l'actuel Omukama de Tooro, Oyo Nyimba Kabamba Iguru Rukidi IV.
- Edward Bitanywaine Rugumayo - Politicien, diplomate, auteur, universitaire et environnementaliste. Actuel chancelier de l'université de Kampala et de l'université Mountains of the Moon.
- Brigadier Nobel Mayombo (1965–2007) - Officier militaire dans l'UPDF et membre du Parlement.
- Andrew Mwenda - Journaliste et entrepreneur. Fondateur et propriétaire de The Independent, un magazine d'actualité.
- Brigadier Kayanja Muhanga - Officier militaire. Il est actuellement le commandant du contingent de l'UPDF au Soudan du Sud. Il a été nommé à ce poste en janvier 2014 par le général Yoweri Museveni, commandant en chef de l'UPDF et président de l'Ouganda.
- Professeur John Ntambirweki - Avocat, universitaire et administrateur académique. Il est actuellement vice-chancelier de l'université pentecôtiste d'Ouganda, une université privée située à Fort Portal, dans l'ouest de l'Ouganda.
- Dr Godfrey Bahiigwa - Économiste et entrepreneur. Directeur du développement agricole et rural à la Commission de l'Union africaine à Addis-Abeba, en Éthiopie.